# Willy van de Kerkhof
Wilhelmus A. „Willy” van de Kerkhof (ur. 16 września 1951 w Helmondzie) – holenderski piłkarz, grający na pozycji lewego pomocnika. Z reprezentacją Holandii, w której barwach rozegrał 65 meczów, zdobył wicemistrzostwo świata w 1974 (jako rezerwowy) i 1978 roku oraz brązowy medal Mistrzostw Europy 1976. Przez piętnaście lat był zawodnikiem PSV Eindhoven. Sześciokrotnie triumfował z nim w rozgrywkach o mistrzostwo kraju i raz w Pucharze Mistrzów i Pucharze UEFA. Jego brat – bliźniak René również był piłkarzem.
W marcu 2004 van de Kerkhof został uznany za jednego ze 100 najlepszych żyjących piłkarzy FIFA.

## Sukcesy piłkarskie
- mistrzostwo Holandii 1975, 1976, 1978, 1986, 1987 i 1988
- Puchar Holandii 1974, 1976 i 1988
- Puchar Mistrzów 1988
- Puchar UEFA 1978 z PSV Eindhoven

W reprezentacji Holandii od 1974 do 1985 roku rozegrał 63 mecze i strzelił 5 goli – wicemistrzostwo świata 1974 (jako rezerwowy) i 1978 oraz brązowy medal mistrzostw Europy 1976.